# Bernardin Gantin
Bernardin kardinál Gantin (8. května 1922 – 13. května 2008) byl beninský římskokatolický biskup a kardinál (od 1977).

## Život

Kardinál Gantin při Národní pouti na Velehradě 5. července 1981

Byl pomocným biskupem arcidiecéze Cotonou (1957–1960), sídelním arcibiskupem arcidiecéze Cotonou (1960–1971), prefektem Kongregace pro biskupy (1984–1998) a děkanem kolegia kardinálů (1993–2002).
Kardinál Gantin byl také přítelem českého kardinála Františka Tomáška, kterého několikrát navštívil. Zavítal například na Velehrad, Svatou Horu i do Uherského Brodu.

## Vyznamenání
- Řád Bílého lva II. třídy – Česko, 1996 – udělil prezident Václav Havel[1]
- velkokříž Národního řádu Beninu – Benin, 26. ledna 2001 – udělil prezident Mathieu Kérékou[2]
- komandér Řádu čestné legie – Francie, 2003 – udělil prezident Jacques Chirac[3]